# Balls to Picasso
Balls to Picasso drugi je samostalni studijski album britanskoga pjevača Brucea Dickinsona. Diskografske kuće EMI i Mercury Records objavile su ga 6. lipnja 1994. Prvi je album koji je Dickinson objavio nakon što je napustio sastav Iron Maiden (premda mu se ponovno pridružio 1999.).
Prvi je uradak na kojem je Dickinson surađivao s gitaristom Royem Z-jem, s kojim je naknadno radio na albumima Accident of Birth, The Chemical Wedding, Tyranny of Souls i The Mandrake Project. U stilskom se smislu razlikuje od prijašnjeg albuma Tattooed Millionaire, ali i dalje žanrovski pripada hard rocku i heavy metalu (za razliku od naknadnog albuma Skunkworks iz 1996., na kojem se posvetio alternativnom rocku). Dickinson je naknadno izjavio da su i njega i Roya Z-ja nagovorili da snime blaže pjesme od onih koje su namjeravali snimiti za album.

## O albumu
Dickinson je počeo pisati pjesme za drugi samostalni album dok je još bio u Iron Maidenu. U početku ih je snimao s članovima britanskog sastava Skin, no budući da nije bio zadovoljan glazbenim stilom, te je snimke naposljetku odbacio. Potom je pokušao snimiti album u suradnji s producentom Keithom Olsenom. S njim je snimio pjesme poput „Over and Out”, „Tibet”, „Tears of the Dragon (First Bit, Long Bit, Last Bit)”, „Cadillac Gas Mask” i „No Way Out...Continued” te ih je namjeravao uvrstiti na drugu, odbačenu inačicu Balls to Picassa; Dickinson je izjavio da ga je u pisanju tih pjesama, između ostalog, nadahnuo treći album Petera Gabriela. Te su pjesme naposljetku objavljene 2005. u proširenoj inačici albuma, ali tijekom rada na toj inačici albuma snimljene su i pjesme koje do danas nisu objavljene, a među njima su „Original Sin” i „Thank Heaven”.
Dickinson je odbacio i te snimke te je počeo surađivati s gitaristom Royem Z-jem i njegovim sastavom Tribe of Gypsies kako bi zajedno napisali pjesme za Balls to Picasso i snimili ih. Pjesmu „Change of Heart” izvorno su napisali Z i pjevač Rob Rock za svoj sastav Driver. Dickinson je potom izmijenio stihove za inačicu pjesme snimljenu za Balls to Picasso. Z i Rock naposljetku su snimili i objavili svoju inačicu pjesme kad se Driver ponovno okupio i 2008. objavio debitantski album Sons of Thunder. 
Dickinson je izjavio da je uradak namjeravao nasloviti Laughing in the Hiding Bush po istoimenoj pjesmi na albumu. Ta je pjesma posvećena njegovu sinu Austinu, koji je osmislio njezin naslov.
U intervjuu s časopisom Kerrang! Dickinson je izjavio da pjesma „Cyclops” govori o sveprisutnosti kamera u životu glazbenika, „1000 Points of Light” kritizira Georgea H. W. Busha, „Sacred Cowboys” govori o „herojima i žrtvenim janjcima”, a „Tears of the Dragon”, jedina pjesma koju je Dickinson želio snimiti na svim trima inačicama albuma, opisuje „strah od neuspjeha” i „mirenje s time”.

## Omot albuma
Dickinson je isprva zatražio Storma Thorgersona da mu izradi omot albuma, no kako je Thorgerson tražio više novca za posao nego što mu je mogao platiti, Dickinson je nacrtao dva kvadrata na zahodskom zidu, pozirao pred njim i snimljenu fotografiju iskoristio za novi omot. Thorgersonova se slika naposljetku pojavila na omotu albuma Stomp 442 sastava Anthrax. Thorgerson je naknadno izradio omot za Dickinsonov album Skunkworks.

## Popis pjesama
Tekstovi i glazba: Bruce Dickinson i Roy Z, osim gdje piše drukčije. 
| 1.    | »Cyclops«                     |                                   | 7:57 |
| 2.    | »Hell No«                     |                                   | 5:12 |
| 3.    | »Gods of War«                 |                                   | 5:02 |
| 4.    | »1000 Points of Light«        |                                   | 4:25 |
| 5.    | »Laughing in the Hiding Bush« | B. Dickinson, Z, Austin Dickinson | 4:21 |
| 6.    | »Change of Heart«             |                                   | 4:59 |
| 7.    | »Shoot All the Clowns«        |                                   | 4:24 |
| 8.    | »Fire«                        | B. Dickinson, Z, Eddie Casillas   | 4:30 |
| 9.    | »Sacred Cowboys«              |                                   | 3:54 |
| 10.   | »Tears of the Dragon«         | B. Dickinson                      | 6:20 |
| 51:04 |                               |                                   |      |

| Drugi disk objavljen na reizdanju iz 2005. | Drugi disk objavljen na reizdanju iz 2005.            | Drugi disk objavljen na reizdanju iz 2005.            | Drugi disk objavljen na reizdanju iz 2005. | Drugi disk objavljen na reizdanju iz 2005. | Drugi disk objavljen na reizdanju iz 2005. | Drugi disk objavljen na reizdanju iz 2005. | Drugi disk objavljen na reizdanju iz 2005. | Drugi disk objavljen na reizdanju iz 2005. | Drugi disk objavljen na reizdanju iz 2005. |
| Br.                                        | Skladba                                               | Autor                                                 | Trajanje                                   |                                            |                                            |                                            |                                            |                                            |                                            |
| ------------------------------------------ | ----------------------------------------------------- | ----------------------------------------------------- | ------------------------------------------ | ------------------------------------------ | ------------------------------------------ | ------------------------------------------ | ------------------------------------------ | ------------------------------------------ | ------------------------------------------ |
| 1.                                         | »Fire Child«                                          | Dickinson                                             | 6:23                                       |                                            |                                            |                                            |                                            |                                            |                                            |
| 2.                                         | »Elvis Has Left the Building«                         | Dickinson                                             | 3:23                                       |                                            |                                            |                                            |                                            |                                            |                                            |
| 3.                                         | »The Breeding House«                                  | Dickinson                                             | 5:19                                       |                                            |                                            |                                            |                                            |                                            |                                            |
| 4.                                         | »No Way Out...to Be Continued«                        | Dickinson                                             | 7:31                                       |                                            |                                            |                                            |                                            |                                            |                                            |
| 5.                                         | »Tears of the Dragon (Acoustic Chillout)«             | Dickinson                                             | 4:32                                       |                                            |                                            |                                            |                                            |                                            |                                            |
| 6.                                         | »Winds of Change«                                     | Dickinson, Janick Gers                                | 4:14                                       |                                            |                                            |                                            |                                            |                                            |                                            |
| 7.                                         | »Spirit of Joy« (obrada pjesme sastava Kingdom Come)  | Arthur Brown, Michael Harris                          | 3:13                                       |                                            |                                            |                                            |                                            |                                            |                                            |
| 8.                                         | »Over and Out«                                        | Dickinson, Jim Crichton, Richard Baker                | 4:31                                       |                                            |                                            |                                            |                                            |                                            |                                            |
| 9.                                         | »Shoot All the Clowns (12" Extended Remix)«           | Dickinson, Z                                          | 5:38                                       |                                            |                                            |                                            |                                            |                                            |                                            |
| 10.                                        | »Laughing in the Hiding Bush« (uživo)                 | Dickinson, Z, A. Dickinson                            | 4:17                                       |                                            |                                            |                                            |                                            |                                            |                                            |
| 11.                                        | »The Post Alternative Seattle Fall Out« (uživo)       | Dickinson, Alex Dickson, Chris Dale, Alessandro Elena | 5:04                                       |                                            |                                            |                                            |                                            |                                            |                                            |
| 12.                                        | »Shoot All the Clowns (7" Remix)«                     | Dickinson, Z                                          | 4:17                                       |                                            |                                            |                                            |                                            |                                            |                                            |
| 13.                                        | »Tibet«                                               | Dickinson                                             | 3:03                                       |                                            |                                            |                                            |                                            |                                            |                                            |
| 14.                                        | »Tears of the Dragon (First Bit, Long Bit, Last Bit)« | Dickinson                                             | 8:19                                       |                                            |                                            |                                            |                                            |                                            |                                            |
| 15.                                        | »Cadillac Gas Mask«                                   | Dickinson                                             | 4:08                                       |                                            |                                            |                                            |                                            |                                            |                                            |
| 16.                                        | »No Way Out...Continued«                              | Dickinson, Crichton, Baker                            | 5:21                                       |                                            |                                            |                                            |                                            |                                            |                                            |
| 79:13                                      |                                                       |                                                       |                                            |                                            |                                            |                                            |                                            |                                            |                                            |

## Recenzije
| Recenzije    | Recenzije |
| Izvor        | Ocjena    |
| ------------ | --------- |
| AllMusic     | [ 8 ]     |
| Rock Hard    | 9/10      |
| Sputnikmusic | 3,5/5     |

Dobio je podijeljene kritike. Redakcija časopisa Rock Hard dala mu je devet bodova od njih deset zaključivši da je to „svestran i zaigran” album te „snažno djelo u kojem slušatelj može dugo uživati”. Davši mu tri i pol boda od njih pet u osvrtu za Sputnikmusic, jedan ga je recenzent opisao kao „uglavnom dobar, ali nedosljedan album”.
Pišući za časopis Decibel Adrien Begrand izjavio je da su „konstrukcije pjesama i njihovi aranžmani [...] jednako dosadni kao naslovnica”, ali da „poletne Dickinsonove vokalne izvedbe gotovo svaku pjesmu spašavaju od zatupljujuće osrednjosti”. U negativnijem osvrtu za AllMusic John Franck dao mu je tri zvjezdice od njih pet izjavivši da album „pomalo razočarava”, da je „loše osmišljeno djelo” te da pjesme „nisu ni revolucionarne ni zanimljive”, ali je naročito pohvalio pjesmu „Tears of the Dragon”, za koju je rekao da je „zaista veličanstvena” i da ju je Dickinson „predivno otpjevao”.

## Zasluge
| - Bruce Dickinson – vokal, umjetnički direktor, dizajn Dodatni glazbenici - Roy Z – gitara - Eddie Casillas – bas-gitara - Dave Ingraham – bubnjevi (osim na pjesmi „Tears of the Dragon”) - Doug Van Booven – udaraljke - Mario Aguilar – udaraljke (na pjesmi „Shoot All the Clowns”) - Dean Ortega – prateći vokal (na pjesmi „Shoot All the Clowns”) - Dickie Fliszar – bubnjevi (na pjesmi „Tears of the Dragon”) | Ostalo osoblje - Shay Baby – produkcija, miksanje - Spencer May – dodatna tonska obrada - Sean De Feo – tonska obrada (pri snimanju bubnjeva) - Andy Baker – tonska obrada (pri snimanju bas-gitare) - Bjorn Thorsrud – tonska obrada (pri snimanju pjesme „Shoot All the Clowns”) - Greg Fulginiti – mastering - Andy Van Dette – mastering - Simon Fowler – fotografija - David Larkham – omot albuma - Caroline Latif – omot albuma |

## Ljestvice
| Ljestvica              | Najviša pozicija |
| ---------------------- | ---------------- |
| Austrija               | 26.              |
| Finska                 | 6.               |
| Japan                  | 25.              |
| Mađarska               | 46.              |
| Nizozemska             | 82.              |
| Njemačka               | 46.              |
| SAD (Billboard 200)    | 185.             |
| Švedska                | 8.               |
| Švicarska              | 29.              |
| Ujedinjeno Kraljevstvo | 21.              |